# Comtat de Roscommon
El comtat de Roscommon (gaèlic irlandès Ros Comáin) és un comtat de la província de Connacht (República d'Irlanda). És el 9è més gran dels 32 comtats d'Irlanda i el 5è menys poblat, així com el segon amb menys densitat després del de Leitrim. Limita amb els altres comtats de Connacht (Galway, Mayo, Sligo i Leitrim).

## Ciutats del comtat
- Arigna
- Athleague
- Athlone
- Ballaghaderreen
- Ballintober
- Ballinlough
- Bellanagare
- Bellanamullia
- Boyle
- Ballyfarnon
- Ballyforan
- Ballyleague
- Cloonfad
- Castlerea
- Castleplunket
- Croghan
- Cortober
- Drum
- Elphin
- Frenchpark
- Keadue
- Knockvicar
- Knockcroghery
- Lecarrow
- Loughglinn
- Rahara
- Roscommon
- Roosky
- Strokestown
- Tarmonbarry
- Tulsk

## Història
Roscommon ve de l'irlandès Ros ("boscós") i de Comán, nom del primer sant famós del comtat i el primer bisbe en la seu. Rathcroghan fou llar dels reis de Connacht i després dels Grans Reis d'Irlanda.
Tulsk és la vila més propera al lloc mitològic de Rath Cruachán, llar de la reina Medb (Méadhbh, Maeve). Fou el punt de partida del Táin Bó Cúailnge, o robatori del ramat de Cooley, història èpica de la mitologia irlandesa. El 2010 Rathcroghan ha estat nomenat per la UNESCO Patrimoni de la Humanitat com a part del grup de Sitis Reials d'Irlanda juntament amb Tara.
El comtat de Roscommon com a divisió administrativa té els seus orígens en l'edat mitjana. Quan fou conquerit el regne de Connacht els districtes de l'est (Roscommon i part de Galway) foren retinguts per Joan sense Terra com a "cantreds reials". El comtat fou constituït definitivament el 1585 durant el govern dels Tuder com a frontera sud-oest al llarg del riu Suck.

## Galeria d'imatges

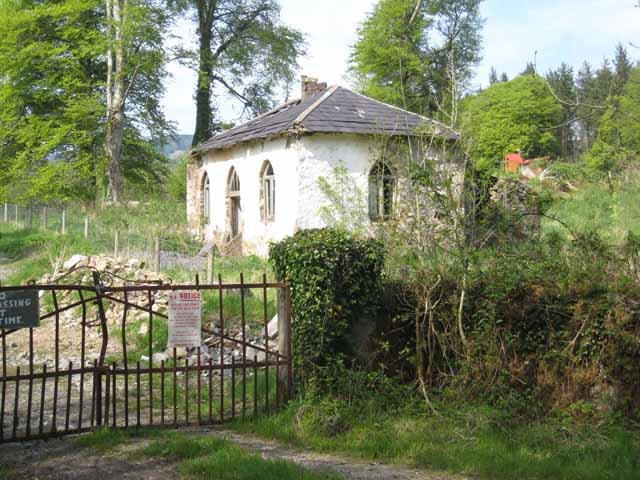
Knockranny
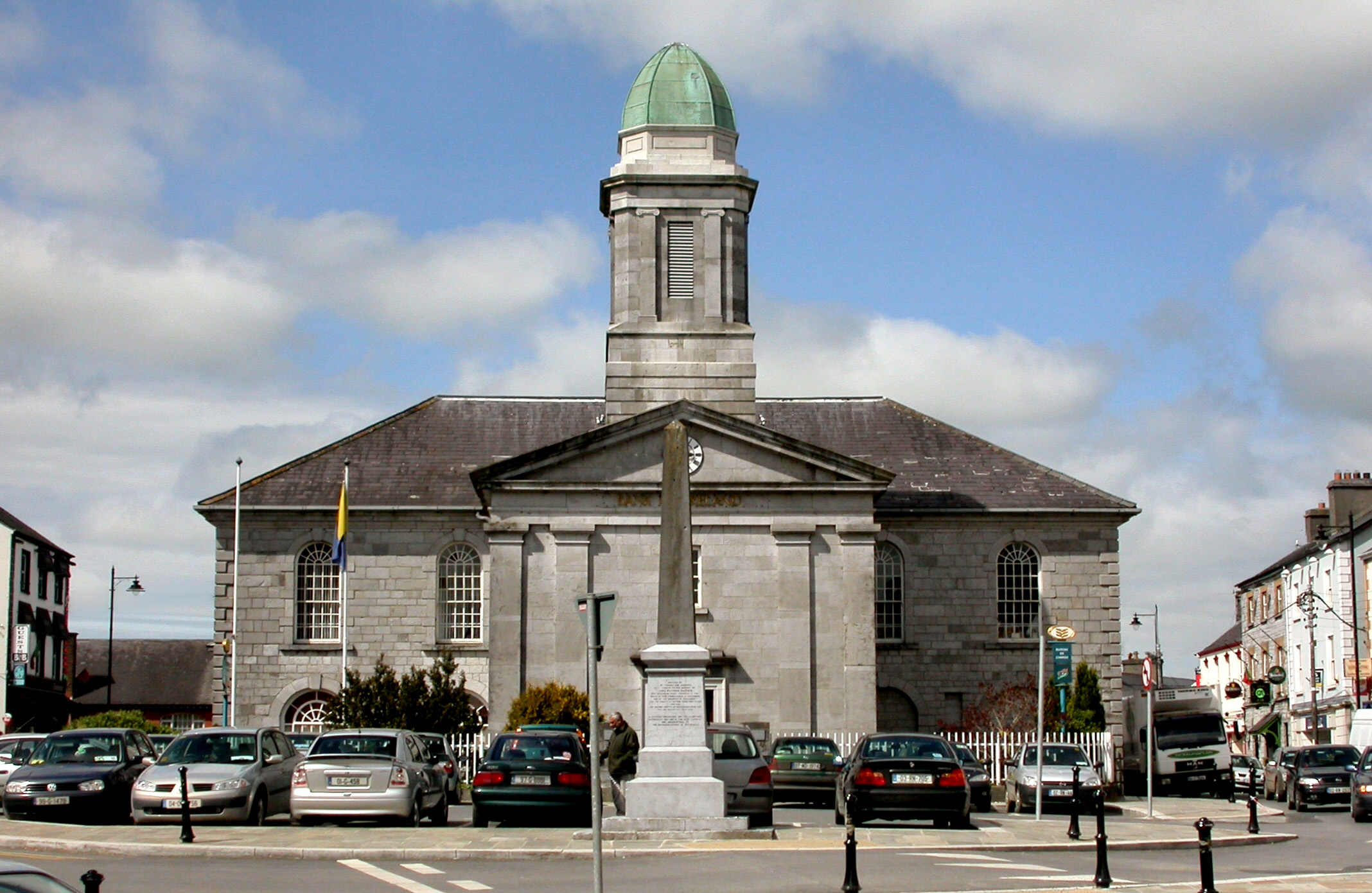
Roscommon
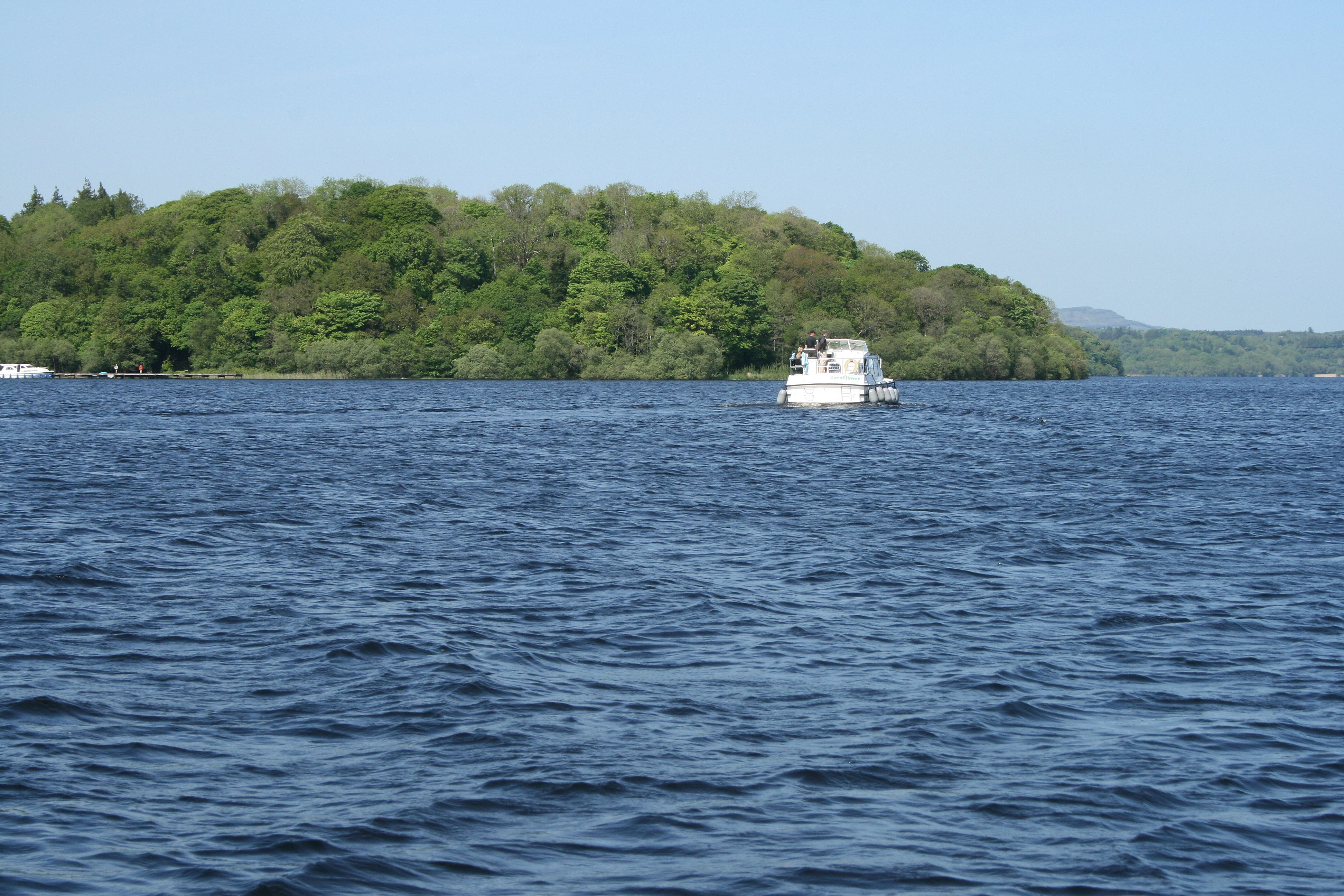
Lough Key
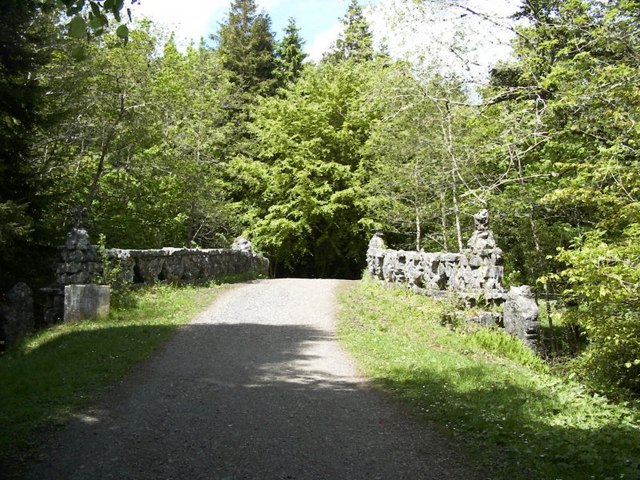
Pont de Fairy, al Lough Key.
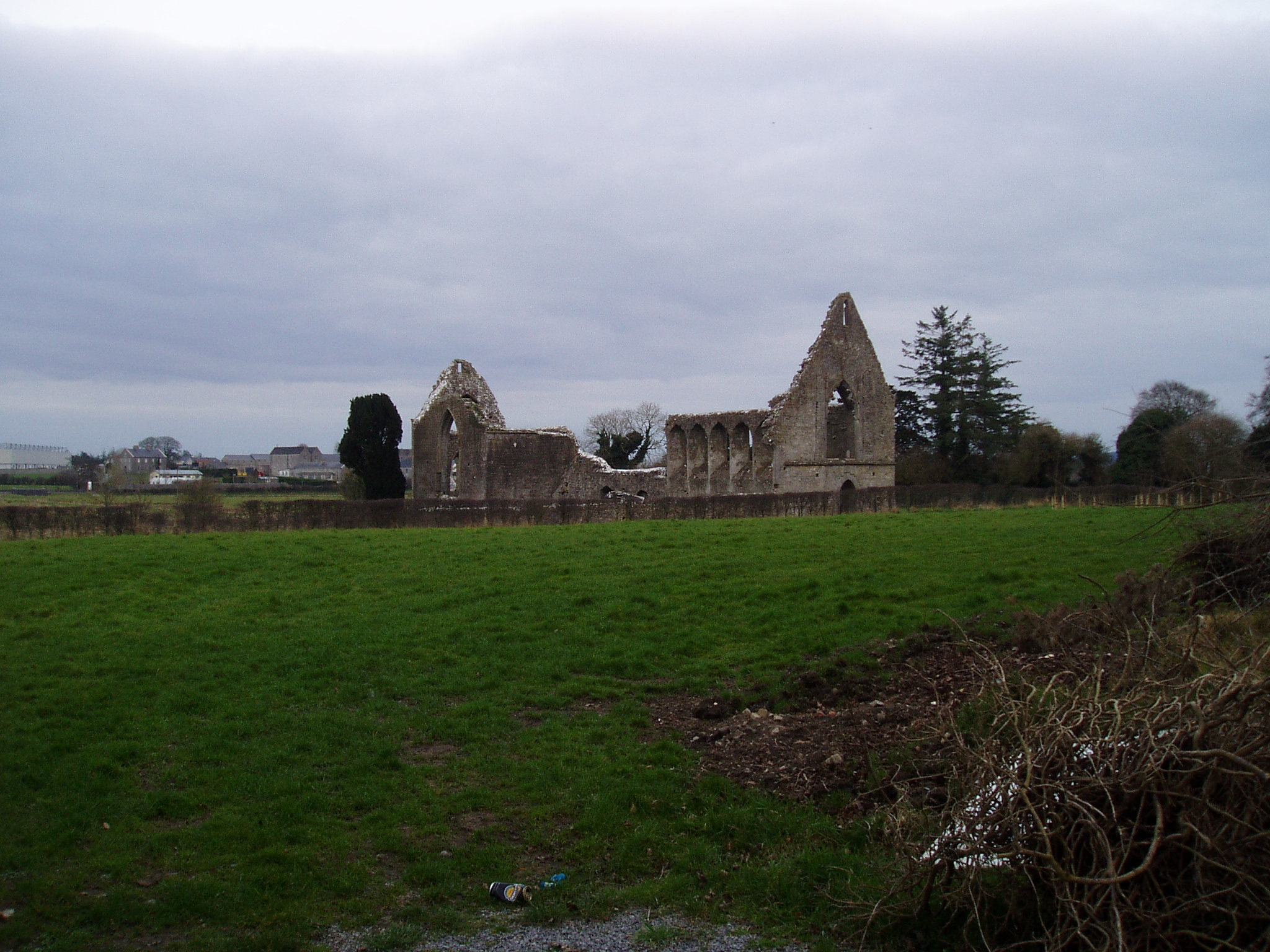
Abadia de Roscommon

## Personatges il·lustres
- Douglas Hyde, president d'Irlanda.
- Maureen O'Sullivan, actriu